# Hellertown
Hellertown est un borough situé au sud du comté de Northampton, en Pennsylvanie, aux États-Unis,. En 2010, il comptait une population de 5 898 habitants, estimée au 1er juillet 2020 à 5 892 habitants. Le borough est incorporé en 1872.

## Démographie
Lors du recensement de 2010, le borough comptait une population de 5 898 habitants. Elle est estimée, en 2020, à 5 892 habitants.

## Personnalités
- Allen Woodring (1898-1982), champion olympique sur 200 m. en 1920.

### Source de la traduction
- (en) Cet article est partiellement ou en totalité issu de l’article de Wikipédia en anglais intitulé « Hellertown, Pennsylvania » (voir la liste des auteurs).